# 南向台
南向台（なんこうだい）は、福島県福島市の町丁である。南向台一丁目から三丁目で構成されている。郵便番号は960-8143。

## 地理
渡利地域に属し、福島市街地の南東部の丘陵上に位置する。1984年より市街化調整区域の開発許可を得て造成が開始された新興住宅地であり、渡利、小倉寺の一部が分離する形で成立した。一部統計などでは渡利の一部として扱われることもある。JR東北本線南福島駅から東に約1.5㎞の位置にあるが、市街地との高低差が約80m以上あるため、道路延長としては3㎞弱離れている。取付道路わきの法面の一部には小倉寺の飛地が残されている箇所もある。北東側に隣接する渡利字絵馬平地内には当団地から連続して希望ヶ丘団地が造成されている。上町に所在する 福島警察署及び天神町に所在する福島消防署がそれぞれ管轄にあたる。

## 歴史
- 1984年 - 造成開始。開発面積は68.4ha、当時の計画人口は5,500人。
- 1988年夏
  - 住民の入居開始。1991年3月までに300戸弱が居住する。
  - 交通手段の確保のために開発業者の借り切ったバスによる市街地までの無料運行が行われ始める。1991年4月より有料化。
- 1995年 - 事業終了。
- 1997年4月1日 - 福島市立南向台小学校が開校する。

## 世帯数と人口
2022年（令和4年）2月28日現在の世帯数と人口は以下の通りである。
| 町丁   | 世帯数   | 人口   |
| ------ | -------- | ------ |
| 南向台 | 1187世帯 | 2934人 |

## 小・中学校の学区
市立小・中学校に通う場合、学区は以下の通りとなる。
| 番地 | 小学校               | 中学校             |
| ---- | -------------------- | ------------------ |
| 全域 | 福島市立南向台小学校 | 福島市立渡利中学校 |

## 交通

### 鉄道
- 域内に鉄道施設は無い。最寄り駅はJR東北本線南福島駅である。

### 道路
- 国道114号渡利バイパス - 絵馬平トンネルが当地区をかすめるように通る。福島市街地などから当地域への東側からのアプローチルート。
- 福島市道42号南向台黒岩線 - 国道4号や福島市街地とを結ぶ表玄関となる西側からのアクセスルート。

### バス
福島交通路線バス
- 南向台循環黒岩先回り・渡利先回り
  - （福島駅東口方面） - 2号公園前 - 一丁目北 - 南向台二丁目 - 1号公園前 - 南向台三丁目 - （渡利方面）
- バイパス経由南向台
  - （福島駅東口方面） - 2号公園前 - 一丁目北 - 南向台二丁目 - 1号公園前 - 地区センター
- わたり病院経由南向台
  - 地区センター - 2号公園前 - 一丁目北 - 南向台二丁目 - 1号公園前 - 南向台三丁目 - （渡利方面）

## 施設
- 福島市立南向台小学校